# Бункеровка
Бункеро́вка — заправка судна топливом и моторными маслами. Бункеровка может осуществляться у причала, на рейде, на ходу или в дрейфе. Термин «бункеровка» используется со времён использования паровых двигателей. Для их работы требовался уголь, который обычно хранился и транспортировался в специальных бункерах на кораблях. Процесс заполнения этих бункеров углём назывался «бункеровкой». Со временем термин перешёл и на процесс заправки жидким топливом и прочими жидкостями (в том числе водой и сжиженным природным газом).
Судно или машину с цистерной, поставляющие на другое судно бункер (топливо, масло наливом, а не в бочках), называют бункеровщиком. Фактически, бункеровщик — это танкер, занимающийся бункеровкой. Принимающее бункер судно называют бункеруемым судном.
Бункеровка судна и бункеровщика происходят одновременно, с использованием кранцов и бонов. Затем измеряется уровень заполненности топливных резервуаров и перекачивается нужный объем топлива со скоростью 170-220 тонн в час. Время бункеровки зависит от расстояния, которое предстоит пройти судну, и может продолжаться несколько часов или суток.

## Технология
Бункеровка может осуществляться разными способами:
- С причала (то есть с берега — с автоцистерны или от трубопровода) или у причала (то есть с бункерующего судна будучи ошвартованным к причалу)
- С бункеровщика на судно на рейде (на якоре) — когда судно или бункеровщик (чаще судно) стоит на якоре.
- С бункеровщика на судно на ходу или в дрейфе — часто используется рыболовными судами.

Отгрузка нефти и её продуктов (в том числе и топлива, как продукт для перевозки) из танкера или в танкер называется грузовой операцией, а не бункеровкой.

## Малая бункеровка
Хранение и выдача топлива на суда маломерного флота (заправка яхт, катеров, гидроциклов, моторных лодок и небольших теплоходов бензином и дизельным топливом) может осуществляться с плавучей заправочной станции (ПЗС).